# Kuurne-Bruxelles-Kuurne 2025
La 77e édition de Kuurne-Bruxelles-Kuurne, une course cycliste masculine sur route, a lieu en Belgique le 2 mars 2025. L'épreuve est disputée sur 196,9 kilomètres avec un départ à Courtrai et une arrivée à Kuurne. Elle fait partie du calendrier UCI ProSeries 2025 (deuxième niveau mondial) en catégorie 1.Pro.

## Équipes participantes
Vingt-cinq équipes participent à cette course : dix-sept des dix-huit WorldTeams (seule l'équipe Ineos Grenadiers ne participe pas) et huit ProTeams.
| WorldTeams (17)- Team Visma \| Lease a Bike - Soudal Quick-Step - Alpecin-Deceuninck - Lidl-Trek - UAE Team Emirates XRG - Team Picnic-PostNL - EF Education-EasyPost - Red Bull-BORA-hansgrohe - Intermarché-Wanty - Groupama-FDJ - Bahrain-Victorious - Movistar Team - Decathlon AG2R La Mondiale Team - Team Jayco AlUla - Cofidis - XDS Astana Team - Arkéa-B&B Hotels ProTeams (8)- Lotto - Israel-Premier Tech - Uno-X Mobility - Team Flanders-Baloise - Tudor Pro Cycling Team - Wagner Bazin WB - Q36.5 Pro Cycling Team - Unibet Tietema Rockets |
| |

## Parcours
Le tracé emprunte les routes de trois provinces belges : la province de Flandre-Occidentale (départ et arrivée), la province de Hainaut et la province de Flandre-Orientale. Par rapport à l'édition précédente, le Boembeek, la 3e côte du parcours, remplace la Lepelstraat. Les monts suivants sont au parcours :
| Mont | Nom                | Km    | Revêtement | Longueur (m) | Pente moyenne | Pente maxi | Km de l'arrivée |
| ---- | ------------------ | ----- | ---------- | ------------ | ------------- | ---------- | --------------- |
| 1    | Tiegemberg         | 17,5  | asphalte   | 750          | 5 %           | 9 %        | 179,4           |
| 2    | Volkegemberg       | 35,6  | pavé       | 1 000        | 5,1 %         | 8,5 %      | 161,3           |
| 3    | Boembeek           | 55,1  | asphalte   | 1 100        | 4,8 %         | 8,2 %      | 141,8           |
| 4    | Bossenaarberg (nl) | 70,6  | asphalte   | 1 300        | 5,6 %         | 9 %        | 126,3           |
| 5    | Berg Ten Houte     | 74,3  | pavé       | 1 100        | 6,2 %         | 13 %       | 122,6           |
| 6    | La Houppe          | 81,3  | asphalte   | 1 880        | 4,8 %         | 10,0 %     | 115,6           |
| 7    | Hameau des Papins  | 99,1  | asphalte   | 1 200        | 6,6 %         | 16,2 %     | 97,8            |
| 8    | Le Bourliquet      | 107,5 | asphalte   | 1 300        | 6,8 %         | 15,3 %     | 89,4            |
| 9    | Mont Saint-Laurent | 112,6 | pavé       | 1 200        | 7,8 %         | 17 %       | 84,3            |
| 10   | Kruisberg          | 121,5 | pavé       | 1 400        | 5,3 %         | 10,9 %     | 75,4            |
| 11   | Hottond            | 123,2 | asphalte   | 1 200        | 3,1 %         | 9,0 %      | 73,7            |
| 12   | Côte de Trieu      | 130,7 | asphalte   | 1 260        | 7 %           | 13 %       | 66,2            |
| 13   | Mont de l'Enclus   | 138,1 | asphalte   | 1 875        | 6 %           | 11 %       | 58,8            |

## Classements

### Classement final
| \| Classement général \| Classement général \| Classement général \| Classement général \| Classement général \| \| Coureur \| Coureur \| Pays \| Équipe \| Temps \| \| ------------------ \| ------------------- \| ------------------ \| -------------------------- \| ------------------ \| \| 1er \| Jasper Philipsen \| Belgique \| Alpecin-Deceuninck \| 4 h 26 min 30 s \| \| 2e \| Olav Kooij \| Pays-Bas \| Team Visma \\| Lease a Bike \| + 0 s \| \| 3e \| Hugo Hofstetter \| France \| Israel-Premier Tech \| + 0 s \| \| 4e \| Arne Marit \| Belgique \| Intermarché-Wanty \| + 0 s \| \| 5e \| Rick Pluimers \| Pays-Bas \| Tudor Pro Cycling Team \| + 0 s \| \| 6e \| Jonathan Milan \| Italie \| Lidl-Trek \| + 0 s \| \| 7e \| Marijn van den Berg \| Pays-Bas \| EF Education-EasyPost \| + 0 s \| \| 8e \| Pavel Bittner \| Tchéquie \| Team Picnic-PostNL \| + 0 s \| \| 9e \| Lukáš Kubiš \| Slovaquie \| Unibet Tietema Rockets \| + 0 s \| \| 10e \| Kaden Groves \| Australie \| Alpecin-Deceuninck \| + 0 s \| |                     |           |                            |                 |
| |                     |           |                            |                 |
| Source : ProCyclingStats |                     |           |                            |                 |
| Classement général |                     |           |                            |                 |
| Coureur | Coureur             | Pays      | Équipe                     | Temps           |
| 1er | Jasper Philipsen    | Belgique  | Alpecin-Deceuninck         | 4 h 26 min 30 s |
| 2e | Olav Kooij          | Pays-Bas  | Team Visma \| Lease a Bike | + 0 s           |
| 3e | Hugo Hofstetter     | France    | Israel-Premier Tech        | + 0 s           |
| 4e | Arne Marit          | Belgique  | Intermarché-Wanty          | + 0 s           |
| 5e | Rick Pluimers       | Pays-Bas  | Tudor Pro Cycling Team     | + 0 s           |
| 6e | Jonathan Milan      | Italie    | Lidl-Trek                  | + 0 s           |
| 7e | Marijn van den Berg | Pays-Bas  | EF Education-EasyPost      | + 0 s           |
| 8e | Pavel Bittner       | Tchéquie  | Team Picnic-PostNL         | + 0 s           |
| 9e | Lukáš Kubiš         | Slovaquie | Unibet Tietema Rockets     | + 0 s           |
| 10e | Kaden Groves        | Australie | Alpecin-Deceuninck         | + 0 s           |

### Classements UCI
La course attribue des points au Classement mondial UCI 2025 selon le barème suivant.
| Position           | 1er | 2e  | 3e  | 4e  | 5e | 6e | 7e | 8e | 9e | 10e | 11e | 12e | 13e | 14e | 15e | 16e à 30e | 31e à 40e |
| Classement général | 200 | 150 | 125 | 100 | 85 | 70 | 60 | 50 | 40 | 35  | 30  | 25  | 20  | 15  | 10  | 5         | 3         |

## Liste de participants
| Team Visma \| Lease a Bike TVL        | Team Visma \| Lease a Bike TVL | Team Visma \| Lease a Bike TVL |
| ------------------------------------- | ------------------------------ | ------------------------------ |
| Num                                   | Coureur                        | Pos                            |
| 1                                     | Wout van Aert (BEL)            |                                |
| 2                                     | Tiesj Benoot (BEL)             |                                |
| 3                                     | Victor Campenaerts (BEL)       |                                |
| 4                                     | Matteo Jorgenson (USA)         |                                |
| 5                                     | Olav Kooij (NED)               |                                |
| 6                                     | Edoardo Affini (ITA)           |                                |
| 7                                     | Loe van Belle (NED)            |                                |
| Directeur sportif : Arthur van Dongen |                                |                                |

| Alpecin-Deceuninck ADC                  | Alpecin-Deceuninck ADC      | Alpecin-Deceuninck ADC |
| --------------------------------------- | --------------------------- | ---------------------- |
| Num                                     | Coureur                     | Pos                    |
| 11                                      | Jasper Philipsen (BEL)      |                        |
| 12                                      | Jonas Rickaert (BEL)        |                        |
| 13                                      | Silvan Dillier (SUI)        |                        |
| 14                                      | Kaden Groves (AUS)          |                        |
| 15                                      | Johan Price-Pejtersen (DEN) |                        |
| 16                                      | Timo Kielich (BEL)          |                        |
| 17                                      | Simon Dehairs (BEL)         |                        |
| Directeur sportif : Christoph Roodhooft |                             |                        |

| Arkéa-B&B Hotels ARK               | Arkéa-B&B Hotels ARK   | Arkéa-B&B Hotels ARK |
| ---------------------------------- | ---------------------- | -------------------- |
| Num                                | Coureur                | Pos                  |
| 21                                 | Arnaud Démare (FRA)    |                      |
| 22                                 | Amaury Capiot (BEL)    |                      |
| 23                                 | Giosuè Epis (ITA)      |                      |
| 24                                 | Donavan Grondin (FRA)  |                      |
| 25                                 | Luca Mozzato (ITA)     |                      |
| 26                                 | Miles Scotson (AUS)    |                      |
| 27                                 | Florian Sénéchal (FRA) |                      |
| Directeur sportif : Mickaël Leveau |                        |                      |

| Bahrain Victorious TBV           | Bahrain Victorious TBV    | Bahrain Victorious TBV |
| -------------------------------- | ------------------------- | ---------------------- |
| Num                              | Coureur                   | Pos                    |
| 31                               | Matej Mohorič (SLO)       |                        |
| 32                               | Matevž Govekar (SLO)      |                        |
| 33                               | Alberto Bruttomesso (ITA) |                        |
| 34                               | Andrea Pasqualon (ITA)    |                        |
| 35                               | Robert Stannard (AUS)     |                        |
| 36                               | Vlad Van Mechelen (BEL)   |                        |
| 37                               | Fred Wright (GBR)         |                        |
| Directeur sportif : Michał Gołaś |                           |                        |

| Cofidis COF                          | Cofidis COF                 | Cofidis COF |
| ------------------------------------ | --------------------------- | ----------- |
| Num                                  | Coureur                     | Pos         |
| 41                                   | Dylan Teuns (BEL)           |             |
| 42                                   | Stanisław Aniołkowski (POL) |             |
| 43                                   | Aimé De Gendt (BEL)         |             |
| 44                                   | Milan Fretin (BEL)          |             |
| 45                                   | Alexis Renard (FRA)         |             |
| 46                                   | Piet Allegaert (BEL)        |             |
| 47                                   | Bryan Coquard (FRA)         |             |
| Directeur sportif : Jimmy Engoulvent |                             |             |

| Decathlon-AG2R La Mondiale DAT    | Decathlon-AG2R La Mondiale DAT | Decathlon-AG2R La Mondiale DAT |
| --------------------------------- | ------------------------------ | ------------------------------ |
| Num                               | Coureur                        | Pos                            |
| 51                                | Oliver Naesen (BEL)            |                                |
| 52                                | Dries De Bondt (BEL)           |                                |
| 53                                | Sam Bennett (IRL)              |                                |
| 54                                | Stan Dewulf (BEL)              |                                |
| 55                                | Tord Gudmestad (NOR)           |                                |
| 56                                | Stefan Bissegger (SUI)         |                                |
| 57                                | Rasmus Søjberg (DEN)           |                                |
| Directeur sportif : Julien Jurdie |                                |                                |

| EF Education-EasyPost EFE         | EF Education-EasyPost EFE | EF Education-EasyPost EFE |
| --------------------------------- | ------------------------- | ------------------------- |
| Num                               | Coureur                   | Pos                       |
| 61                                | Kasper Asgreen (DEN)      |                           |
| 62                                | Vincenzo Albanese (ITA)   |                           |
| 63                                | Owain Doull (GBR)         |                           |
| 64                                | Mikkel Honoré (DEN)       |                           |
| 65                                | Madis Mihkels (EST)       | NP                        |
| 66                                | Michael Valgren (DEN)     |                           |
| 67                                | Marijn van den Berg (NED) |                           |
| Directeur sportif : Andreas Klier |                           |                           |

| Groupama-FDJ GFC                     | Groupama-FDJ GFC       | Groupama-FDJ GFC |
| ------------------------------------ | ---------------------- | ---------------- |
| Num                                  | Coureur                | Pos              |
| 71                                   | Lewis Askey (GBR)      |                  |
| 72                                   | Cyril Barthe (FRA)     |                  |
| 73                                   | Clément Davy (FRA)     |                  |
| 74                                   | Johan Jacobs (SUI)     |                  |
| 75                                   | Eddy Le Huitouze (FRA) |                  |
| 76                                   | Paul Penhoët (FRA)     |                  |
| 77                                   | Clément Russo (FRA)    |                  |
| Directeur sportif : Frédéric Guesdon |                        |                  |

| Intermarché-Wanty IWA              | Intermarché-Wanty IWA           | Intermarché-Wanty IWA |
| ---------------------------------- | ------------------------------- | --------------------- |
| Num                                | Coureur                         | Pos                   |
| 81                                 | Roel van Sintmaartensdijk (NED) |                       |
| 82                                 | Dries De Pooter (BEL)           |                       |
| 83                                 | Huub Artz (NED)                 |                       |
| 84                                 | Arne Marit (BEL)                |                       |
| 85                                 | Jonas Rutsch (GER)              |                       |
| 86                                 | Vito Braet (BEL)                |                       |
| 87                                 | Taco van der Hoorn (NED)        |                       |
| Directeur sportif : Dimitri Claeys |                                 |                       |

| Lidl-Trek LTK                    | Lidl-Trek LTK          | Lidl-Trek LTK |
| -------------------------------- | ---------------------- | ------------- |
| Num                              | Coureur                | Pos           |
| 91                               | Jasper Stuyven (BEL)   |               |
| 92                               | Jonathan Milan (ITA)   |               |
| 93                               | Toms Skujiņš (LAT)     |               |
| 94                               | Daan Hoole (NED)       |               |
| 95                               | Edward Theuns (BEL)    |               |
| 96                               | Mathias Vacek (CZE)    |               |
| 97                               | Jakob Söderqvist (SWE) |               |
| Directeur sportif : Grégory Rast |                        |               |

| Movistar Team MOV                    | Movistar Team MOV         | Movistar Team MOV |
| ------------------------------------ | ------------------------- | ----------------- |
| Num                                  | Coureur                   | Pos               |
| 101                                  | Iván García Cortina (ESP) |                   |
| 102                                  | Orluis Aular (VEN)        |                   |
| 103                                  | Jon Barrenetxea (ESP)     |                   |
| 104                                  | Davide Cimolai (ITA)      |                   |
| 105                                  | Lorenzo Milesi (ITA)      |                   |
| 106                                  | Manlio Moro (ITA)         |                   |
| 107                                  | Mathias Norsgaard (DEN)   |                   |
| Directeur sportif : Jürgen Roelandts |                           |                   |

| Red Bull-Bora-Hansgrohe RBH           | Red Bull-Bora-Hansgrohe RBH | Red Bull-Bora-Hansgrohe RBH |
| ------------------------------------- | --------------------------- | --------------------------- |
| Num                                   | Coureur                     | Pos                         |
| 111                                   | Jordi Meeus (BEL)           |                             |
| 112                                   | Ryan Mullen (IRL)           |                             |
| 113                                   | Oier Lazkano (ESP)          |                             |
| 114                                   | Roger Adrià (ESP)           |                             |
| 115                                   | Jan Tratnik (SLO)           |                             |
| 116                                   | Mick van Dijke (NED)        |                             |
| 117                                   | Tim van Dijke (NED)         |                             |
| Directeur sportif : Heinrich Haussler |                             |                             |

| Soudal Quick-Step SOQ                | Soudal Quick-Step SOQ     | Soudal Quick-Step SOQ |
| ------------------------------------ | ------------------------- | --------------------- |
| Num                                  | Coureur                   | Pos                   |
| 121                                  | Tim Merlier (BEL) (route) |                       |
| 122                                  | Yves Lampaert (BEL)       |                       |
| 123                                  | Pepijn Reinderink (NED)   |                       |
| 124                                  | Martin Svrček (SVK)       |                       |
| 125                                  | Dries Van Gestel (BEL)    |                       |
| 126                                  | Bert Van Lerberghe (BEL)  |                       |
| 127                                  | Warre Vangheluwe (BEL)    |                       |
| Directeur sportif : Wilfried Peeters |                           |                       |

| Team Jayco AlUla JAY                | Team Jayco AlUla JAY   | Team Jayco AlUla JAY |
| ----------------------------------- | ---------------------- | -------------------- |
| Num                                 | Coureur                | Pos                  |
| 131                                 | Max Walscheid (GER)    |                      |
| 132                                 | Jesse Kramer (NED)     |                      |
| 133                                 | Robert Donaldson (GBR) |                      |
| 134                                 | Jelte Krijnsen (NED)   |                      |
| 135                                 | Kelland O'Brien (AUS)  |                      |
| 136                                 | Elmar Reinders (NED)   |                      |
| 137                                 | Jasha Sütterlin (GER)  |                      |
| Directeur sportif : Tristan Hoffman |                        |                      |

| Team Picnic-PostNL TPP          | Team Picnic-PostNL TPP    | Team Picnic-PostNL TPP |
| ------------------------------- | ------------------------- | ---------------------- |
| Num                             | Coureur                   | Pos                    |
| 141                             | John Degenkolb (GER)      |                        |
| 142                             | Pavel Bittner (CZE)       |                        |
| 143                             | Julius van den Berg (NED) |                        |
| 144                             | Patrick Eddy (AUS)        |                        |
| 145                             | Sean Flynn (GBR)          |                        |
| 146                             | Enzo Leijnse (NED)        |                        |
| 147                             | Tim Naberman (NED)        |                        |
| Directeur sportif : Rudie Kemna |                           |                        |

| UAE Team Emirates XRG UAD         | UAE Team Emirates XRG UAD      | UAE Team Emirates XRG UAD |
| --------------------------------- | ------------------------------ | ------------------------- |
| Num                               | Coureur                        | Pos                       |
| 151                               | Tim Wellens (BEL)              |                           |
| 152                               | Rui Oliveira (POR)             |                           |
| 153                               | Rune Herregodts (BEL)          |                           |
| 154                               | Jhonatan Narváez (ECU) (route) |                           |
| 155                               | Nils Politt (GER)              |                           |
| 156                               | Florian Vermeersch (BEL)       |                           |
| 157                               | Mikkel Bjerg (DEN)             |                           |
| Directeur sportif : Marco Marcato |                                |                           |

| XDS Astana Team XAT                | XDS Astana Team XAT     | XDS Astana Team XAT |
| ---------------------------------- | ----------------------- | ------------------- |
| Num                                | Coureur                 | Pos                 |
| 161                                | Davide Ballerini (ITA)  |                     |
| 162                                | Cees Bol (NED)          |                     |
| 163                                | Mike Teunissen (NED)    |                     |
| 164                                | Max Kanter (GER)        |                     |
| 165                                | Alessandro Romele (ITA) |                     |
| 166                                | Michele Gazzoli (ITA)   |                     |
| 167                                | Ide Schelling (NED)     |                     |
| Directeur sportif : Lorenzo Lapage |                         |                     |

| Israel-Premier Tech IPT         | Israel-Premier Tech IPT   | Israel-Premier Tech IPT |
| ------------------------------- | ------------------------- | ----------------------- |
| Num                             | Coureur                   | Pos                     |
| 171                             | Riley Pickrell (CAN)      |                         |
| 172                             | Guillaume Boivin (CAN)    |                         |
| 173                             | Matîs Louvel (FRA)        |                         |
| 174                             | Riley Sheehan (USA)       |                         |
| 175                             | Jake Stewart (GBR)        |                         |
| 176                             | Michael Schwarzmann (GER) |                         |
| 177                             | Hugo Hofstetter (FRA)     |                         |
| Directeur sportif : Steve Bauer |                           |                         |

| Lotto LTD                        | Lotto LTD                    | Lotto LTD |
| -------------------------------- | ---------------------------- | --------- |
| Num                              | Coureur                      | Pos       |
| 181                              | Brent Van Moer (BEL)         |           |
| 182                              | Cédric Beullens (BEL)        |           |
| 183                              | Arjen Livyns (BEL)           |           |
| 184                              | Sébastien Grignard (BEL)     |           |
| 185                              | Steffen De Schuyteneer (BEL) |           |
| 186                              | Lionel Taminiaux (BEL)       |           |
| 187                              | Alec Segaert (BEL)           |           |
| Directeur sportif : Nikolas Maes |                              |           |

| Q36.5 Pro Cycling Team Q36        | Q36.5 Pro Cycling Team Q36 | Q36.5 Pro Cycling Team Q36 |
| --------------------------------- | -------------------------- | -------------------------- |
| Num                               | Coureur                    | Pos                        |
| 191                               | Giacomo Nizzolo (ITA)      |                            |
| 192                               | Fabio Christen (SUI)       |                            |
| 193                               | Kamil Małecki (POL)        |                            |
| 194                               | Matteo Moschetti (ITA)     |                            |
| 195                               | Jannik Steimle (GER)       |                            |
| 196                               | Nickolas Zukowsky (CAN)    |                            |
| 197                               | Nicolò Parisini (ITA)      |                            |
| Directeur sportif : Kurt Bogaerts |                            |                            |

| Team Flanders-Baloise TFB          | Team Flanders-Baloise TFB | Team Flanders-Baloise TFB |
| ---------------------------------- | ------------------------- | ------------------------- |
| Num                                | Coureur                   | Pos                       |
| 201                                | Tom Crabbe (BEL)          |                           |
| 202                                | Siebe Deweirdt (BEL)      |                           |
| 203                                | Ward Vanhoof (BEL)        |                           |
| 204                                | Jules Hesters (BEL)       |                           |
| 205                                | Milan Lanhove (BEL)       |                           |
| 206                                | Noah Vandenbranden (BEL)  |                           |
| 207                                | Yentl Vandevelde (BEL)    |                           |
| Directeur sportif : Hans De Clercq |                           |                           |

| Tudor Pro Cycling Team TUD           | Tudor Pro Cycling Team TUD | Tudor Pro Cycling Team TUD |
| ------------------------------------ | -------------------------- | -------------------------- |
| Num                                  | Coureur                    | Pos                        |
| 211                                  | Matteo Trentin (ITA)       |                            |
| 212                                  | Petr Kelemen (CZE)         |                            |
| 213                                  | Alexander Krieger (GER)    |                            |
| 214                                  | Fabian Lienhard (SUI)      |                            |
| 215                                  | Marius Mayrhofer (GER)     |                            |
| 216                                  | Rick Pluimers (NED)        |                            |
| 217                                  | Robin Froidevaux (SUI)     |                            |
| Directeur sportif : Morgan Lamoisson |                            |                            |

| Unibet Tietema Rockets RKT    | Unibet Tietema Rockets RKT | Unibet Tietema Rockets RKT |
| ----------------------------- | -------------------------- | -------------------------- |
| Num                           | Coureur                    | Pos                        |
| 221                           | Joren Bloem (NED)          |                            |
| 222                           | Lukáš Kubiš (SVK) (route)  |                            |
| 223                           | Andreas Stokbro (DEN)      |                            |
| 224                           | Hartthijs de Vries (NED)   |                            |
| 225                           | Sebastian Nielsen (DEN)    |                            |
| 226                           | Abram Stockman (BEL)       |                            |
| 227                           | Tomáš Kopecký (CZE)        |                            |
| Directeur sportif : Jon Mould |                            |                            |

| Uno-X Mobility UXM                     | Uno-X Mobility UXM            | Uno-X Mobility UXM |
| -------------------------------------- | ----------------------------- | ------------------ |
| Num                                    | Coureur                       | Pos                |
| 231                                    | Jonas Iversby Hvideberg (NOR) |                    |
| 232                                    | Jonas Abrahamsen (NOR)        |                    |
| 233                                    | William Blume Levy (DEN)      |                    |
| 234                                    | Amund Grøndahl Jansen (NOR)   |                    |
| 235                                    | Anders Skaarseth (NOR)        |                    |
| 236                                    | Rasmus Tiller (NOR)           |                    |
| 237                                    | Søren Wærenskjold (NOR)       |                    |
| Directeur sportif : Gino Van Oudenhove |                               |                    |

| Wagner Bazin WB WB2                          | Wagner Bazin WB WB2        | Wagner Bazin WB WB2 |
| -------------------------------------------- | -------------------------- | ------------------- |
| Num                                          | Coureur                    | Pos                 |
| 241                                          | Loïc Vliegen (BEL)         |                     |
| 242                                          | Cériel Desal (BEL)         |                     |
| 243                                          | Michiel Lambrecht (BEL)    |                     |
| 244                                          | Jens Reynders (BEL)        |                     |
| 245                                          | Leander Van Hautegem (BEL) |                     |
| 246                                          | Kenneth Van Rooy (BEL)     |                     |
| 247                                          | Axandre Van Petegem (BEL)  |                     |
| Directeur sportif : Jean-Denis Vandenbroucke |                            |                     |

| Team Visma \| Lease a Bike TVL        | Team Visma \| Lease a Bike TVL | Team Visma \| Lease a Bike TVL |
| ------------------------------------- | ------------------------------ | ------------------------------ |
| Num                                   | Coureur                        | Pos                            |
| 1                                     | Wout van Aert (BEL)            |                                |
| 2                                     | Tiesj Benoot (BEL)             |                                |
| 3                                     | Victor Campenaerts (BEL)       |                                |
| 4                                     | Matteo Jorgenson (USA)         |                                |
| 5                                     | Olav Kooij (NED)               |                                |
| 6                                     | Edoardo Affini (ITA)           |                                |
| 7                                     | Loe van Belle (NED)            |                                |
| Directeur sportif : Arthur van Dongen |                                |                                |

| Alpecin-Deceuninck ADC                  | Alpecin-Deceuninck ADC      | Alpecin-Deceuninck ADC |
| --------------------------------------- | --------------------------- | ---------------------- |
| Num                                     | Coureur                     | Pos                    |
| 11                                      | Jasper Philipsen (BEL)      |                        |
| 12                                      | Jonas Rickaert (BEL)        |                        |
| 13                                      | Silvan Dillier (SUI)        |                        |
| 14                                      | Kaden Groves (AUS)          |                        |
| 15                                      | Johan Price-Pejtersen (DEN) |                        |
| 16                                      | Timo Kielich (BEL)          |                        |
| 17                                      | Simon Dehairs (BEL)         |                        |
| Directeur sportif : Christoph Roodhooft |                             |                        |

| Arkéa-B&B Hotels ARK               | Arkéa-B&B Hotels ARK   | Arkéa-B&B Hotels ARK |
| ---------------------------------- | ---------------------- | -------------------- |
| Num                                | Coureur                | Pos                  |
| 21                                 | Arnaud Démare (FRA)    |                      |
| 22                                 | Amaury Capiot (BEL)    |                      |
| 23                                 | Giosuè Epis (ITA)      |                      |
| 24                                 | Donavan Grondin (FRA)  |                      |
| 25                                 | Luca Mozzato (ITA)     |                      |
| 26                                 | Miles Scotson (AUS)    |                      |
| 27                                 | Florian Sénéchal (FRA) |                      |
| Directeur sportif : Mickaël Leveau |                        |                      |

| Bahrain Victorious TBV           | Bahrain Victorious TBV    | Bahrain Victorious TBV |
| -------------------------------- | ------------------------- | ---------------------- |
| Num                              | Coureur                   | Pos                    |
| 31                               | Matej Mohorič (SLO)       |                        |
| 32                               | Matevž Govekar (SLO)      |                        |
| 33                               | Alberto Bruttomesso (ITA) |                        |
| 34                               | Andrea Pasqualon (ITA)    |                        |
| 35                               | Robert Stannard (AUS)     |                        |
| 36                               | Vlad Van Mechelen (BEL)   |                        |
| 37                               | Fred Wright (GBR)         |                        |
| Directeur sportif : Michał Gołaś |                           |                        |

| Cofidis COF                          | Cofidis COF                 | Cofidis COF |
| ------------------------------------ | --------------------------- | ----------- |
| Num                                  | Coureur                     | Pos         |
| 41                                   | Dylan Teuns (BEL)           |             |
| 42                                   | Stanisław Aniołkowski (POL) |             |
| 43                                   | Aimé De Gendt (BEL)         |             |
| 44                                   | Milan Fretin (BEL)          |             |
| 45                                   | Alexis Renard (FRA)         |             |
| 46                                   | Piet Allegaert (BEL)        |             |
| 47                                   | Bryan Coquard (FRA)         |             |
| Directeur sportif : Jimmy Engoulvent |                             |             |

| Decathlon-AG2R La Mondiale DAT    | Decathlon-AG2R La Mondiale DAT | Decathlon-AG2R La Mondiale DAT |
| --------------------------------- | ------------------------------ | ------------------------------ |
| Num                               | Coureur                        | Pos                            |
| 51                                | Oliver Naesen (BEL)            |                                |
| 52                                | Dries De Bondt (BEL)           |                                |
| 53                                | Sam Bennett (IRL)              |                                |
| 54                                | Stan Dewulf (BEL)              |                                |
| 55                                | Tord Gudmestad (NOR)           |                                |
| 56                                | Stefan Bissegger (SUI)         |                                |
| 57                                | Rasmus Søjberg (DEN)           |                                |
| Directeur sportif : Julien Jurdie |                                |                                |

| EF Education-EasyPost EFE         | EF Education-EasyPost EFE | EF Education-EasyPost EFE |
| --------------------------------- | ------------------------- | ------------------------- |
| Num                               | Coureur                   | Pos                       |
| 61                                | Kasper Asgreen (DEN)      |                           |
| 62                                | Vincenzo Albanese (ITA)   |                           |
| 63                                | Owain Doull (GBR)         |                           |
| 64                                | Mikkel Honoré (DEN)       |                           |
| 65                                | Madis Mihkels (EST)       | NP                        |
| 66                                | Michael Valgren (DEN)     |                           |
| 67                                | Marijn van den Berg (NED) |                           |
| Directeur sportif : Andreas Klier |                           |                           |

| Groupama-FDJ GFC                     | Groupama-FDJ GFC       | Groupama-FDJ GFC |
| ------------------------------------ | ---------------------- | ---------------- |
| Num                                  | Coureur                | Pos              |
| 71                                   | Lewis Askey (GBR)      |                  |
| 72                                   | Cyril Barthe (FRA)     |                  |
| 73                                   | Clément Davy (FRA)     |                  |
| 74                                   | Johan Jacobs (SUI)     |                  |
| 75                                   | Eddy Le Huitouze (FRA) |                  |
| 76                                   | Paul Penhoët (FRA)     |                  |
| 77                                   | Clément Russo (FRA)    |                  |
| Directeur sportif : Frédéric Guesdon |                        |                  |

| Intermarché-Wanty IWA              | Intermarché-Wanty IWA           | Intermarché-Wanty IWA |
| ---------------------------------- | ------------------------------- | --------------------- |
| Num                                | Coureur                         | Pos                   |
| 81                                 | Roel van Sintmaartensdijk (NED) |                       |
| 82                                 | Dries De Pooter (BEL)           |                       |
| 83                                 | Huub Artz (NED)                 |                       |
| 84                                 | Arne Marit (BEL)                |                       |
| 85                                 | Jonas Rutsch (GER)              |                       |
| 86                                 | Vito Braet (BEL)                |                       |
| 87                                 | Taco van der Hoorn (NED)        |                       |
| Directeur sportif : Dimitri Claeys |                                 |                       |

| Lidl-Trek LTK                    | Lidl-Trek LTK          | Lidl-Trek LTK |
| -------------------------------- | ---------------------- | ------------- |
| Num                              | Coureur                | Pos           |
| 91                               | Jasper Stuyven (BEL)   |               |
| 92                               | Jonathan Milan (ITA)   |               |
| 93                               | Toms Skujiņš (LAT)     |               |
| 94                               | Daan Hoole (NED)       |               |
| 95                               | Edward Theuns (BEL)    |               |
| 96                               | Mathias Vacek (CZE)    |               |
| 97                               | Jakob Söderqvist (SWE) |               |
| Directeur sportif : Grégory Rast |                        |               |

| Movistar Team MOV                    | Movistar Team MOV         | Movistar Team MOV |
| ------------------------------------ | ------------------------- | ----------------- |
| Num                                  | Coureur                   | Pos               |
| 101                                  | Iván García Cortina (ESP) |                   |
| 102                                  | Orluis Aular (VEN)        |                   |
| 103                                  | Jon Barrenetxea (ESP)     |                   |
| 104                                  | Davide Cimolai (ITA)      |                   |
| 105                                  | Lorenzo Milesi (ITA)      |                   |
| 106                                  | Manlio Moro (ITA)         |                   |
| 107                                  | Mathias Norsgaard (DEN)   |                   |
| Directeur sportif : Jürgen Roelandts |                           |                   |

| Red Bull-Bora-Hansgrohe RBH           | Red Bull-Bora-Hansgrohe RBH | Red Bull-Bora-Hansgrohe RBH |
| ------------------------------------- | --------------------------- | --------------------------- |
| Num                                   | Coureur                     | Pos                         |
| 111                                   | Jordi Meeus (BEL)           |                             |
| 112                                   | Ryan Mullen (IRL)           |                             |
| 113                                   | Oier Lazkano (ESP)          |                             |
| 114                                   | Roger Adrià (ESP)           |                             |
| 115                                   | Jan Tratnik (SLO)           |                             |
| 116                                   | Mick van Dijke (NED)        |                             |
| 117                                   | Tim van Dijke (NED)         |                             |
| Directeur sportif : Heinrich Haussler |                             |                             |

| Soudal Quick-Step SOQ                | Soudal Quick-Step SOQ     | Soudal Quick-Step SOQ |
| ------------------------------------ | ------------------------- | --------------------- |
| Num                                  | Coureur                   | Pos                   |
| 121                                  | Tim Merlier (BEL) (route) |                       |
| 122                                  | Yves Lampaert (BEL)       |                       |
| 123                                  | Pepijn Reinderink (NED)   |                       |
| 124                                  | Martin Svrček (SVK)       |                       |
| 125                                  | Dries Van Gestel (BEL)    |                       |
| 126                                  | Bert Van Lerberghe (BEL)  |                       |
| 127                                  | Warre Vangheluwe (BEL)    |                       |
| Directeur sportif : Wilfried Peeters |                           |                       |

| Team Jayco AlUla JAY                | Team Jayco AlUla JAY   | Team Jayco AlUla JAY |
| ----------------------------------- | ---------------------- | -------------------- |
| Num                                 | Coureur                | Pos                  |
| 131                                 | Max Walscheid (GER)    |                      |
| 132                                 | Jesse Kramer (NED)     |                      |
| 133                                 | Robert Donaldson (GBR) |                      |
| 134                                 | Jelte Krijnsen (NED)   |                      |
| 135                                 | Kelland O'Brien (AUS)  |                      |
| 136                                 | Elmar Reinders (NED)   |                      |
| 137                                 | Jasha Sütterlin (GER)  |                      |
| Directeur sportif : Tristan Hoffman |                        |                      |

| Team Picnic-PostNL TPP          | Team Picnic-PostNL TPP    | Team Picnic-PostNL TPP |
| ------------------------------- | ------------------------- | ---------------------- |
| Num                             | Coureur                   | Pos                    |
| 141                             | John Degenkolb (GER)      |                        |
| 142                             | Pavel Bittner (CZE)       |                        |
| 143                             | Julius van den Berg (NED) |                        |
| 144                             | Patrick Eddy (AUS)        |                        |
| 145                             | Sean Flynn (GBR)          |                        |
| 146                             | Enzo Leijnse (NED)        |                        |
| 147                             | Tim Naberman (NED)        |                        |
| Directeur sportif : Rudie Kemna |                           |                        |

| UAE Team Emirates XRG UAD         | UAE Team Emirates XRG UAD      | UAE Team Emirates XRG UAD |
| --------------------------------- | ------------------------------ | ------------------------- |
| Num                               | Coureur                        | Pos                       |
| 151                               | Tim Wellens (BEL)              |                           |
| 152                               | Rui Oliveira (POR)             |                           |
| 153                               | Rune Herregodts (BEL)          |                           |
| 154                               | Jhonatan Narváez (ECU) (route) |                           |
| 155                               | Nils Politt (GER)              |                           |
| 156                               | Florian Vermeersch (BEL)       |                           |
| 157                               | Mikkel Bjerg (DEN)             |                           |
| Directeur sportif : Marco Marcato |                                |                           |

| XDS Astana Team XAT                | XDS Astana Team XAT     | XDS Astana Team XAT |
| ---------------------------------- | ----------------------- | ------------------- |
| Num                                | Coureur                 | Pos                 |
| 161                                | Davide Ballerini (ITA)  |                     |
| 162                                | Cees Bol (NED)          |                     |
| 163                                | Mike Teunissen (NED)    |                     |
| 164                                | Max Kanter (GER)        |                     |
| 165                                | Alessandro Romele (ITA) |                     |
| 166                                | Michele Gazzoli (ITA)   |                     |
| 167                                | Ide Schelling (NED)     |                     |
| Directeur sportif : Lorenzo Lapage |                         |                     |

| Israel-Premier Tech IPT         | Israel-Premier Tech IPT   | Israel-Premier Tech IPT |
| ------------------------------- | ------------------------- | ----------------------- |
| Num                             | Coureur                   | Pos                     |
| 171                             | Riley Pickrell (CAN)      |                         |
| 172                             | Guillaume Boivin (CAN)    |                         |
| 173                             | Matîs Louvel (FRA)        |                         |
| 174                             | Riley Sheehan (USA)       |                         |
| 175                             | Jake Stewart (GBR)        |                         |
| 176                             | Michael Schwarzmann (GER) |                         |
| 177                             | Hugo Hofstetter (FRA)     |                         |
| Directeur sportif : Steve Bauer |                           |                         |

| Lotto LTD                        | Lotto LTD                    | Lotto LTD |
| -------------------------------- | ---------------------------- | --------- |
| Num                              | Coureur                      | Pos       |
| 181                              | Brent Van Moer (BEL)         |           |
| 182                              | Cédric Beullens (BEL)        |           |
| 183                              | Arjen Livyns (BEL)           |           |
| 184                              | Sébastien Grignard (BEL)     |           |
| 185                              | Steffen De Schuyteneer (BEL) |           |
| 186                              | Lionel Taminiaux (BEL)       |           |
| 187                              | Alec Segaert (BEL)           |           |
| Directeur sportif : Nikolas Maes |                              |           |

| Q36.5 Pro Cycling Team Q36        | Q36.5 Pro Cycling Team Q36 | Q36.5 Pro Cycling Team Q36 |
| --------------------------------- | -------------------------- | -------------------------- |
| Num                               | Coureur                    | Pos                        |
| 191                               | Giacomo Nizzolo (ITA)      |                            |
| 192                               | Fabio Christen (SUI)       |                            |
| 193                               | Kamil Małecki (POL)        |                            |
| 194                               | Matteo Moschetti (ITA)     |                            |
| 195                               | Jannik Steimle (GER)       |                            |
| 196                               | Nickolas Zukowsky (CAN)    |                            |
| 197                               | Nicolò Parisini (ITA)      |                            |
| Directeur sportif : Kurt Bogaerts |                            |                            |

| Team Flanders-Baloise TFB          | Team Flanders-Baloise TFB | Team Flanders-Baloise TFB |
| ---------------------------------- | ------------------------- | ------------------------- |
| Num                                | Coureur                   | Pos                       |
| 201                                | Tom Crabbe (BEL)          |                           |
| 202                                | Siebe Deweirdt (BEL)      |                           |
| 203                                | Ward Vanhoof (BEL)        |                           |
| 204                                | Jules Hesters (BEL)       |                           |
| 205                                | Milan Lanhove (BEL)       |                           |
| 206                                | Noah Vandenbranden (BEL)  |                           |
| 207                                | Yentl Vandevelde (BEL)    |                           |
| Directeur sportif : Hans De Clercq |                           |                           |

| Tudor Pro Cycling Team TUD           | Tudor Pro Cycling Team TUD | Tudor Pro Cycling Team TUD |
| ------------------------------------ | -------------------------- | -------------------------- |
| Num                                  | Coureur                    | Pos                        |
| 211                                  | Matteo Trentin (ITA)       |                            |
| 212                                  | Petr Kelemen (CZE)         |                            |
| 213                                  | Alexander Krieger (GER)    |                            |
| 214                                  | Fabian Lienhard (SUI)      |                            |
| 215                                  | Marius Mayrhofer (GER)     |                            |
| 216                                  | Rick Pluimers (NED)        |                            |
| 217                                  | Robin Froidevaux (SUI)     |                            |
| Directeur sportif : Morgan Lamoisson |                            |                            |

| Unibet Tietema Rockets RKT    | Unibet Tietema Rockets RKT | Unibet Tietema Rockets RKT |
| ----------------------------- | -------------------------- | -------------------------- |
| Num                           | Coureur                    | Pos                        |
| 221                           | Joren Bloem (NED)          |                            |
| 222                           | Lukáš Kubiš (SVK) (route)  |                            |
| 223                           | Andreas Stokbro (DEN)      |                            |
| 224                           | Hartthijs de Vries (NED)   |                            |
| 225                           | Sebastian Nielsen (DEN)    |                            |
| 226                           | Abram Stockman (BEL)       |                            |
| 227                           | Tomáš Kopecký (CZE)        |                            |
| Directeur sportif : Jon Mould |                            |                            |

| Uno-X Mobility UXM                     | Uno-X Mobility UXM            | Uno-X Mobility UXM |
| -------------------------------------- | ----------------------------- | ------------------ |
| Num                                    | Coureur                       | Pos                |
| 231                                    | Jonas Iversby Hvideberg (NOR) |                    |
| 232                                    | Jonas Abrahamsen (NOR)        |                    |
| 233                                    | William Blume Levy (DEN)      |                    |
| 234                                    | Amund Grøndahl Jansen (NOR)   |                    |
| 235                                    | Anders Skaarseth (NOR)        |                    |
| 236                                    | Rasmus Tiller (NOR)           |                    |
| 237                                    | Søren Wærenskjold (NOR)       |                    |
| Directeur sportif : Gino Van Oudenhove |                               |                    |

| Wagner Bazin WB WB2                          | Wagner Bazin WB WB2        | Wagner Bazin WB WB2 |
| -------------------------------------------- | -------------------------- | ------------------- |
| Num                                          | Coureur                    | Pos                 |
| 241                                          | Loïc Vliegen (BEL)         |                     |
| 242                                          | Cériel Desal (BEL)         |                     |
| 243                                          | Michiel Lambrecht (BEL)    |                     |
| 244                                          | Jens Reynders (BEL)        |                     |
| 245                                          | Leander Van Hautegem (BEL) |                     |
| 246                                          | Kenneth Van Rooy (BEL)     |                     |
| 247                                          | Axandre Van Petegem (BEL)  |                     |
| Directeur sportif : Jean-Denis Vandenbroucke |                            |                     |